# Dicronychus aenescens
Dicronychus aenescens là một loài bọ cánh cứng trong họ Elateridae. Loài này được Platia & Gudenzi miêu tả khoa học năm 2003.